# Ooencyrtus flavipes
Ooencyrtus flavipes är en stekelart som först beskrevs av Timberlake 1920.  Ooencyrtus flavipes ingår i släktet Ooencyrtus och familjen sköldlussteklar. Inga underarter finns listade i Catalogue of Life.